# Maria Antonia d'Austria
Maria Antonia d'Austria (nome completo Maria Antonia Giuseppa Benedetta Rosalia Petronella; Vienna, 18 gennaio 1669 – Vienna, 24 dicembre 1692) è stata una Elettrice di Baviera.

## Biografia

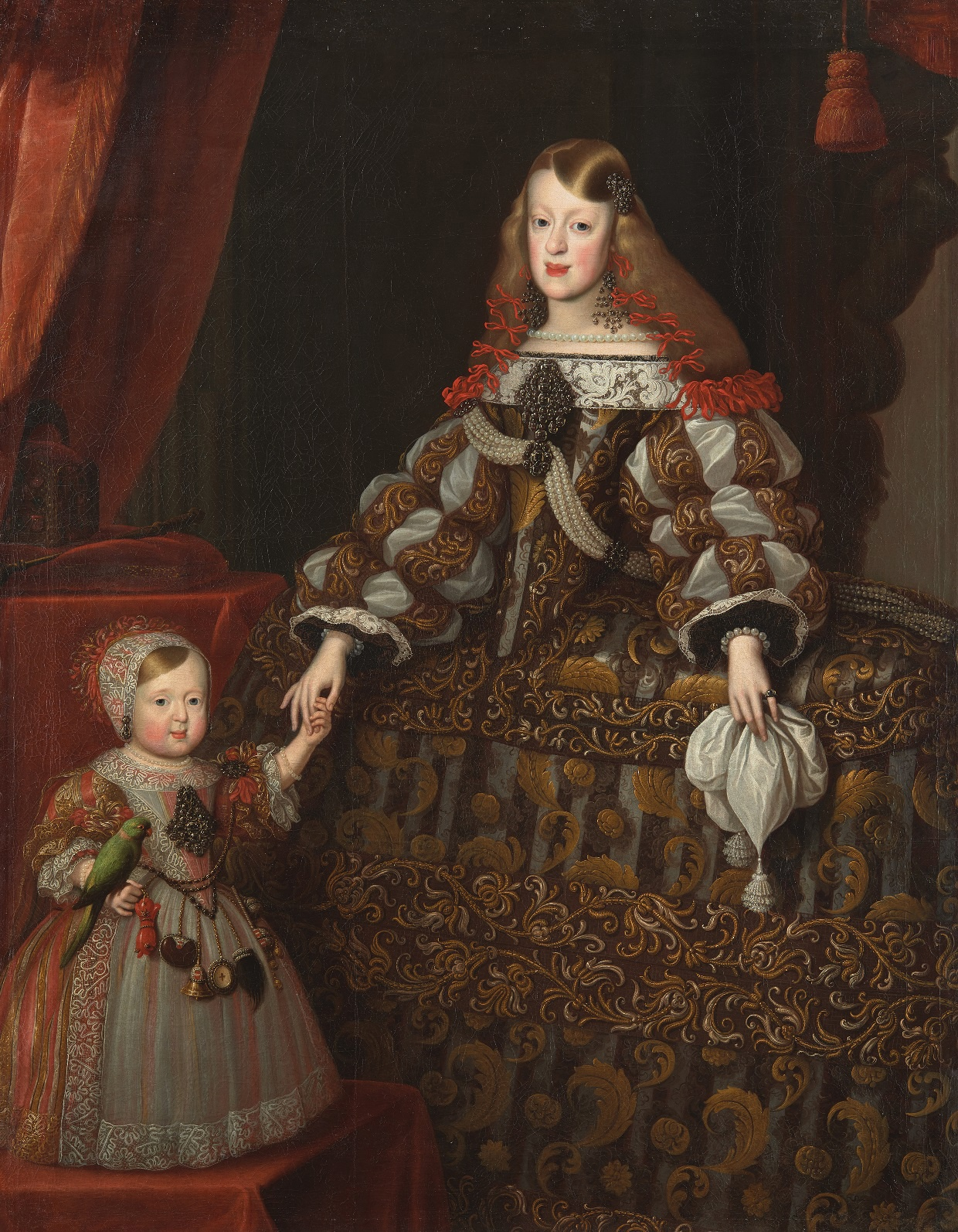
Jan Thomas van Ieperen,
L'imperatrice Margherita con la figlia Maria Antonia, 1670 ca.

Era la figlia dell'imperatore Leopoldo I e della sua prima moglie (nonché nipote) Margherita Teresa di Spagna, l'unica nata della coppia a raggiungere l'età adulta. Era l'Asburgo con il coefficiente di consanguineità più elevato, a 0,3053, maggiore perfino rispetto a un figlio nato tra fratelli o tra figlio e genitore, e perfino più elevato rispetto a quello di suo zio Carlo II, dato che sia i suoi genitori che i suoi nonni erano zio e nipote.

### Matrimonio
Sposò il 15 luglio 1685 il principe elettore Massimiliano II Emanuele di Baviera. L'unione non fu felice: Maria Antonia soffriva sotto la costante sorveglianza della corte e il marito la considerava poco, come dimostra il fatto che il primo figlio, Leopold Ferdinand, nacque ben quattro anni dopo le nozze (22 maggio 1689): il bambino morì tre giorni dopo la nascita. Un secondo maschio, Anton, nacque morto (28 novembre 1690).

### Morte
Nel 1691 Massimiliano II Emanuele venne nominato governatore dei Paesi Bassi spagnoli, dove si recò nei primi mesi dell'anno successivo; Maria Antonia, all'epoca incinta, non lo seguì e tornò da sola presso il padre, a Vienna. Lì, il 27 ottobre 1692, partorì un terzo maschio, Joseph Ferdinand Leopold. Ma l'arciduchessa era debole, stanca e sofferente di depressione, e morì due mesi dopo, il 24 dicembre 1692; venne sepolta nella Cripta Imperiale, accanto alla madre.
Proprio attraverso la madre, figlia di Filippo IV di Spagna, Maria Antonia poteva vantare dei diritti sulla corona spagnola. Nel suo testamento aveva ribadito la candidatura sua e dei suoi eredi al trono spagnolo e aveva trasmesso il suo patrimonio privato al figlio: aveva inoltre disposto che, in caso di morte prematura del figlio, Leopoldo I o un suo parente dovessero adire all'eredità.
Joseph Ferdinand Leopold morì il 6 febbraio 1699 a soli sei anni: la sua morte inaspettata scatenò pertanto la guerra di successione spagnola.

## Discendenza
Dal matrimonio con Massimiliano nacquero tre figli, nessuno dei quali sopravvisse:
- Leopoldo Ferdinando (22 maggio 1689), morto poco dopo la nascita;
- Antonio (19 novembre 1690), morto poco dopo la nascita;
- Giuseppe Ferdinando Leopoldo (28 ottobre 1692 – 6 febbraio 1699), principe elettore di Baviera e principe delle Asturie, morto a sei anni.

## Ascendenza
|                             |                       |                             | Genitori                    |  |  | Nonni |  |  | Bisnonni                |  |  | Trisnonni          |  |
|                             |                       |                             |                             |  |  |       |  |  | Ferdinando II d'Asburgo |  |  | Carlo II d'Austria |  |
|                             |                       |                             |                             |  |  |       |  |  | Ferdinando II d'Asburgo |  |  | Carlo II d'Austria |  |
|                             |                       | Maria Anna di Baviera       |                             |  |  |       |  |  | Ferdinando II d'Asburgo |  |  |                    |  |
| Ferdinando III d'Asburgo    |                       |                             |                             |  |  |       |  |  | Ferdinando II d'Asburgo |  |  |                    |  |
|                             |                       | Maria Anna di Baviera       | Guglielmo V di Baviera      |  |  |       |  |  |                         |  |  |                    |  |
|                             |                       | Maria Anna di Baviera       | Guglielmo V di Baviera      |  |  |       |  |  |                         |  |  |                    |  |
|                             |                       | Maria Anna di Baviera       | Renata di Lorena            |  |  |       |  |  |                         |  |  |                    |  |
| Leopoldo I d'Asburgo        |                       | Maria Anna di Baviera       |                             |  |  |       |  |  |                         |  |  |                    |  |
|                             |                       | Filippo III di Spagna       | Filippo II di Spagna        |  |  |       |  |  |                         |  |  |                    |  |
|                             |                       | Filippo III di Spagna       | Filippo II di Spagna        |  |  |       |  |  |                         |  |  |                    |  |
|                             |                       | Filippo III di Spagna       | Anna d'Austria              |  |  |       |  |  |                         |  |  |                    |  |
| Maria Anna di Spagna        |                       | Filippo III di Spagna       |                             |  |  |       |  |  |                         |  |  |                    |  |
|                             |                       | Margherita d'Austria-Stiria | Carlo II d'Austria          |  |  |       |  |  |                         |  |  |                    |  |
|                             |                       | Margherita d'Austria-Stiria | Carlo II d'Austria          |  |  |       |  |  |                         |  |  |                    |  |
|                             |                       | Margherita d'Austria-Stiria | Maria Anna di Baviera       |  |  |       |  |  |                         |  |  |                    |  |
| Maria Antonia d'Asburgo     |                       | Margherita d'Austria-Stiria |                             |  |  |       |  |  |                         |  |  |                    |  |
|                             | Filippo III di Spagna | Filippo II di Spagna        |                             |  |  |       |  |  |                         |  |  |                    |  |
|                             | Filippo III di Spagna | Filippo II di Spagna        |                             |  |  |       |  |  |                         |  |  |                    |  |
|                             | Filippo III di Spagna | Anna d'Austria              |                             |  |  |       |  |  |                         |  |  |                    |  |
| Filippo IV di Spagna        | Filippo III di Spagna |                             |                             |  |  |       |  |  |                         |  |  |                    |  |
|                             |                       | Margherita d'Austria-Stiria | Carlo II d'Austria          |  |  |       |  |  |                         |  |  |                    |  |
|                             |                       | Margherita d'Austria-Stiria | Carlo II d'Austria          |  |  |       |  |  |                         |  |  |                    |  |
|                             |                       | Margherita d'Austria-Stiria | Maria Anna di Baviera       |  |  |       |  |  |                         |  |  |                    |  |
| Margherita Teresa d'Asburgo |                       | Margherita d'Austria-Stiria |                             |  |  |       |  |  |                         |  |  |                    |  |
|                             |                       | Ferdinando III d'Asburgo    | Ferdinando II d'Asburgo     |  |  |       |  |  |                         |  |  |                    |  |
|                             |                       | Ferdinando III d'Asburgo    | Ferdinando II d'Asburgo     |  |  |       |  |  |                         |  |  |                    |  |
|                             |                       | Ferdinando III d'Asburgo    | Maria Anna di Baviera       |  |  |       |  |  |                         |  |  |                    |  |
| Maria Anna d'Austria        |                       | Ferdinando III d'Asburgo    |                             |  |  |       |  |  |                         |  |  |                    |  |
|                             |                       | Maria Anna di Spagna        | Filippo III di Spagna       |  |  |       |  |  |                         |  |  |                    |  |
|                             |                       | Maria Anna di Spagna        | Filippo III di Spagna       |  |  |       |  |  |                         |  |  |                    |  |
|                             |                       | Maria Anna di Spagna        | Margherita d'Austria-Stiria |  |  |       |  |  |                         |  |  |                    |  |
|                             |                       | Maria Anna di Spagna        |                             |  |  |       |  |  |                         |  |  |                    |  |